# Dalarö
Dalarö is een plaats in de gemeente Haninge in het landschap Södermanland en de provincie Stockholms län in Zweden. De plaats heeft 1190 inwoners (2005) en een oppervlakte van 167 hectare.

## Verkeer en vervoer
Bij de plaats loopt de Länsväg 227.
Vanuit de plaats gaat er een veerboot naar Ornö.